# Graniczna Placówka Kontrolna Neulinken
Graniczna Placówka Kontrolna Neulinken – pododdział Wojsk Ochrony Pogranicza pełniący służbę na przejściu granicznym.

## Formowanie i zmiany organizacyjne
W październiku 1945 Naczelny Dowódca WP nakazywał sformować na granicy  51 przejściowych punktów kontrolnych. Sformowano między innymi morski Przejściowy Punkt Kontrolny w Kołobrzegu II kategorii o etacie nr 8/11 . Obsada PPK składała się z 17 żołnierzy i 2 pracowników cywilnych. Pod koniec 1946 zostaje on przeformowany na Przejściowy Punkt Kontrolny Neulinken i przydzielony do szczecińskiego oddziału WOP nr 3
PPK Neulinken funkcjonował według etatu nr 7/12 kategorii C drogowy.
W 1948 placówka została przeformowana na etat 7/54 i przemianowana na Graniczną Placówkę Kontrolną Ochrony Pogranicza Neulinken.
Graniczna Placówka Kontrolna nr 15 „Nowe Linki” (drogowa) podlegała 8 Brygadzie Ochrony Pogranicza .
Z dniem 1 stycznia 1949 pododdział przekazany został do   Ministerstwa Bezpieczeństwa Publicznego.
W 1950 włączona w etat 12 Brygady WOP.

## Kierownicy PPK
- por. Wacław Wojciechowski (był 10.1946)[f].